# Robert Walker (attore 1918)
Robert Hudson Walker (Salt Lake City, 13 ottobre 1918 – Los Angeles, 28 agosto 1951) è stato un attore statunitense.

## Biografia
Ultimo dei quattro figli di Horace e di Zella McQuarrie, sviluppò un forte interesse nella recitazione tanto che lo zio materno Hortense Odlum, presidente della Bonwit Teller, nel 1937 gli pagò l'iscrizione alla American Academy of Dramatic Arts a New York.
Fu qui che ebbe come compagna di corsi l'aspirante attrice Phylis Lee Isley, divenuta poi famosa con il nome di Jennifer Jones. Dopo un breve corteggiamento, i due si sposarono il 2 gennaio 1939 a Tulsa (Oklahoma) e si trasferirono in California, a Hollywood, per trovare lavoro come attori cinematografici. Le loro prospettive parvero subito piuttosto deludenti e i due tornarono presto a New York, ove Robert trovò impiego presso un'emittente radiofonica e Phylis diede alla luce due figli: i futuri attori Robert Walker Jr. (15 aprile 1940) e Michael Walker (13 marzo 1941)
Phylis tornò alle audizioni quando, scoperta nel 1941 dal produttore David O. Selznick, il suo destino cambiò radicalmente. Assunse il nome d'arte di Jennifer Jones e si avviò a divenire una star. Pare che Selznick fosse rimasto particolarmente colpito dalla Jones, tanto che finì con affidarle un ottimo ruolo, quello di Bernadette Soubirous nel film della Twentieth Century Fox Bernadette (1943). Vi furono alcune dicerie secondo le quali l'assegnazione del ruolo di Bernadette fosse la diretta conseguenza della relazione sentimentale nata tra il produttore e l'attrice. In ogni caso i buoni rapporti della moglie con Selznick giovarono anche a Robert Walker, al quale la Metro-Goldwyn-Mayer procurò un contratto che gli valse inizialmente un ruolo nel dramma di guerra Bataan (1943). Nel frattempo la famiglia Walker si era nuovamente trasferita a Hollywood.
Il portamento fascinoso e il bell'aspetto quasi infantile di Walker conquistarono il favore del pubblico ed egli iniziò a lavorare con continuità, interpretando il ruolo del ragazzo della porta accanto nel film See Here, Private Hargrove (1944). Nel successivo Da quando te ne andasti (1944), prodotto da Selznick, Walker e la moglie interpretarono efficacemente i ruoli di due giovani destinati a divenire amanti. Ma ormai la relazione fra Selznick e la Jones era divenuta di pubblico dominio e lei e Walker si erano separati l'anno precedente. Le riprese delle loro scene d'amore furono quindi piuttosto problematiche, ma Selznick insistette affinché Walker le girasse una per una.
Il divorzio fu pronunciato nell'aprile del 1945 e, sebbene Walker continuasse a lavorare stabilmente a Hollywood, egli fu fortemente turbato dalla conclusione del suo matrimonio e divenne incline all'alcolismo e alle esplosioni di collera. Nel 1945 comparve in Sua altezza e il cameriere, quindi fu coprotagonista con Judy Garland del film L'ora di New York, primo film drammatico dell'attrice, che ottenne un buon successo di critica.
Nel 1946 interpretò il ruolo del compositore Jerome Kern nel film Nuvole passeggere, rappresentando Kern nei suoi anni giovanili fino alla vecchiaia. L'anno successivo interpretò il musicista Johannes Brahms in Canto d'amore (1947), lavorando al fianco di Katharine Hepburn e Paul Henreid. Nel 1949 ebbe un esaurimento nervoso ma, terminata la cura presso la Menninger Clinic, fu ingaggiato da Alfred Hitchcock come co-protagonista nel film L'altro uomo (1951). La sua interpretazione di Bruno Anthony, il villain stranamente simpatico, fu molto apprezzata e venne considerata la migliore della sua carriera.
Lasciati alle spalle i problemi emotivi e proseguita una brillante carriera, Walker trascorse un'estate con i figli e prese in considerazione l'ipotesi di un terzo matrimonio (dopo il secondo con Barbara Ford, la figlia del famoso regista John Ford, celebrato nel luglio 1948 e conclusosi con il divorzio cinque mesi dopo).
Durante le riprese del film L'amore più grande (1952), accanto a Van Heflin e Helen Hayes, Walker morì improvvisamente per overdose dopo che due medici gli avevano praticato a casa un'iniezione di amilato di sodio. Aveva 32 anni. Il film fu completato utilizzando degli artifici (riprese di spalle, etc.). Le cause della sua morte non furono mai completamente chiarite. Venne sepolto al Washington Heights Memorial Park a Ogden, nello Utah.

## Filmografia
- La reginetta delle nevi (Winter Carnival), regia di Charles Reisner (1939)
- These Glamour Girls, regia di S. Sylvan Simon (1939)
- Dancing Co-Ed, regia di S. Sylvan Simon (1939)
- Bataan, regia di Tay Garnett (1943)
- Madame Curie, regia di Mervyn LeRoy e, non accreditato, Albert Lewin (1943)
- See Here, Private Hargrove, regia di Wesley Ruggles (1944)
- Da quando te ne andasti (Since You Went Away), regia di John Cromwell (1944)
- Missione segreta (Thrirty Seconds over Tokyo), regia di Mervyn LeRoy (1944)
- L'ora di New York (The Clock), regia di Vincente Minnelli (1945)
- Sua Altezza e il cameriere (Her Highness and the Bellboy), regia di Richard Thorpe (1945)
- Al caporale piacciono le bionde (What Next, Corporal Hargrove?), regia di Richard Thorpe (1945)
- The Sailor Takes a Wife, regia di Richard Whorf (1945)
- Nuvole passeggere (Till the Clouds Roll By), regia di Richard Whorf (1946)
- La morte è discesa a Hiroshima (The Beginning or the End), regia di Norman Taurog (1947)
- Canto d'amore (Song of Love), regia di Clarence Brown (1947)
- Mare d'erba (Sea of Grass), regia di Elia Kazan (1947)
- Il bacio di Venere (Touch of Venus), regia di William A. Seiter (1948)
- My Own True Love, regia di Compton Bennett (1949)
- Law of the Barbary Coast, regia di Lew Landers (1949)
- Black Midnight, regia di Budd Boetticher (1949)
- Rhapsody of Negro Life, regia di Spencer Williams (1949) - cortometraggio
- Military Academy with That Tenth Avenue Gang, regia di D. Ross Lederman (1950)
- Credimi (Please Believe Me), regia di Norman Taurog (1950)
- The Skipper Surprised His Wife, regia di Elliott Nugent (1950)
- La valle della vendetta (Vengeance Valley), regia di Richard Thorpe (1951)
- L'altro uomo (Strangers on a Train), regia di Alfred Hitchcock (1951)
- L'amore più grande (My Son John), regia di Leo McCarey (1952)

## Doppiatori italiani
- Gianfranco Bellini in Missione segreta, Canto d'amore, Il mare d'erba, Credimi, La valle della vendetta
- Giulio Panicali in Da quando te ne andasti
- Carlo Romano in Bataan
- Gualtiero De Angelis in L'amore più grande
- Nando Gazzolo in L'altro uomo (ridoppiaggio)
- Sergio Di Stefano in Nuvole passeggere (1º ridoppiaggio)
- Saverio Indrio in Nuvole passeggere (2º ridoppiaggio)